# Сейшелы на Паралимпийских играх
Сейшелы на Паралимпийских играх впервые приняли участие в 1992 году на летних Играх в Барселоне (не участвовали в Играх 1996—2012 и 2020 годов). На зимних Играх делегация Сейшел участия пока не принимала. Медалей на Играх спортсмены Сейшел пока не завоевали.